# Brighton (Michigan)
Brighton is een plaats (city) in de Amerikaanse staat Michigan, en valt bestuurlijk gezien onder Livingston County.

## Demografie
Bij de volkstelling in 2000 werd het aantal inwoners vastgesteld op 6701.
In 2006 is het aantal inwoners door het United States Census Bureau geschat op 7263, een stijging van 562 (8,4%).

## Geografie
Volgens het United States Census Bureau beslaat de plaats een oppervlakte van
9,6 km², waarvan 9,3 km² land en 0,3 km² water. Brighton ligt op ongeveer 285 m boven zeeniveau.

## Plaatsen in de nabije omgeving
De onderstaande figuur toont nabijgelegen plaatsen in een straal van 20 km rond Brighton.